# Doron Avital
Doron Avital (hebrejsky: דורון אביטל, celým jménem Doron Šalom Avital, דורון שלום אביטל, narozen 22. ledna 1959) je izraelsky politik a bývalý poslanec Knesetu za stranu Kadima.

## Politická dráha
V izraelském parlamentu zasedl po volbách v roce 2009, kdy kandidoval za stranu Kadima. Mandát získal dodatečně, v březnu 2011, jako náhradnik poté, co zemřel dosavadní poslanec Ze'ev Boim.